# Rhyacophila bicostata
Rhyacophila bicostata is een schietmot uit de familie Rhyacophilidae. De soort komt voor in het Oriëntaals gebied.